# Это убийство
Это убийство! (англ. It’s Murder!) — полнометражный фильм 1977 года, снятый в формате «Super 8» режиссером Сэмом Рэйми, когда он еще учился в колледже. Она была написана в соавторстве и спродюсирована Рэйми и Скоттом Шпигелем, а также звездами как Рэйми, так и Шпигеля. Первая режиссерская работа Рэйми, в ней снимается его частый соавтор Брюс Кэмпбелл.

## Сюжет
Фильм рассказывает о семье, чей дядя был убит. Сын получает все, потому что он находится в завещании. Детектив пытается выяснить, кто убил дядю, избегая при этом возможности оказаться мертвым.

## Производство
Рэйми, Шпигель, Кэмпбелл и компания все начали снимать фильмы в средней школе и сделали фильм, когда они еще учились в колледже, то работали вместе с Робертом Тапертом, соседом брата Рэйми по комнате. Фильм был снят в формате «Super 8» с бюджетом в 2000 долларов.